# Parc historique de la Canne à Sucre
Le parc historique de la Canne à Sucre est un musée patrimonial et industriel qui présente au public l'histoire d'une ancienne usine sucrière en Haïti. Ce musée est situé à Port-au-Prince sur la route de Tabarre au lieu-dit de Châteaublond.

## Histoire
L'histoire de la culture de la canne à sucre a toujours été étroitement liée à celle d’Haïti. La canne à sucre fut la base économique de l’époque coloniale française (1627-1804), la fierté de la « Perle des Antilles » et le cauchemar des esclaves.
L'usine sucrière était implantée sur la propriété de Louis de Taveau de Chambrun de Châteaublond, époux de Mademoiselle de Caradeux, fille de l'illustre colon Jean Marie Vincent de Caradeux qui a donné son nom au grand lycée de Port-au-Prince. Lors de la Révolution haïtienne, le domaine est attribué au général Lerebours par le gouvernement d'Alexandre Pétion. En 1900, l'industriel et futur président haïtien Tancrède Auguste en devient propriétaire. Ses descendants ont créé en 2002 la Fondation Françoise Canez Auguste par le groupe Canez-Auguste pour héberger le Parc Historique de la Canne à Sucre sur cette propriété de 10 000 m². 
Le parc historique de la canne à sucre organise des visites guidées et présente des collections d’objets et de photographies. Les visiteurs accède à une consultation virtuelle informatisée et peuvent consulter des ouvrages à la bibliothèque du musée.
Chaque année, depuis 2007, le parc historique de la canne à sucre accueille un certain nombre de concerts de jazz lors du festival international de jazz de Port-au-Prince. D'autres concerts sont organisés dans le parc, notamment un concert donné par les groupes Tabou Combo et Kassav.

## Description
Le parc historique de la canne à sucre se compose de deux parties distinctes, une partie située dans le bâtiment principal et qui présente un ensemble d'objets et de mobiliers regroupés par sujet, chaque thème étant exposé dans une salle distincte et une partie située dans le reste du parc et présentant des pavillons différents présentant l'ensemble des activités liées à l'industrie de la canne à sucre.
Le bâtiment principal
- Salle Familiale
- Salle Caribéenne
- Salle de l’industrie Sucrière
- Salle des Héros de l’indépendance
- Salle des Musiciens

Les pavillons
- Le Moulin à Traction Animale
- Le Moulin Hydraulique
- La Chaufferie
- La Purgerie
- L’Étuve
- L’Usine Sucrière Mécanisée
- La Distillerie
- La locomotive à vapeur